# Ciro Marques Delgado
Ciro Marques Delgado (União da Vitória, 11 maggio 1961) è un ex nuotatore brasiliano.

## Carriera
Ha fatto parte della staffetta che ha vinto la medaglia di bronzo nella 4x200m stile libero alle Olimpiadi di Mosca 1980.

## Palmarès
- Giochi olimpici estivi

Mosca 1980: bronzo nella staffetta 4x200m sl.
- Giochi panamericani

San Juan 1979: argento nella 4x200m sl. e bronzo nella 4x100m sl.
Caracas 1983: argento nella 4x100m e nella 4x200m sl.
Indianapolis 1987: bronzo nella 4x100m e nella 4x200m sl.